# Northern Silence Productions
Northern Silence Productions ist ein im Jahr 2003 gegründetes Independent-Label aus Annaberg-Buchholz, das sich auf Black Metal sowie dessen Subgenres spezialisiert hat und durch Soulfood vertrieben wird.

## Bands (Auswahl)
| Northern Silence - Ancient Mastery - Angantyr - Angmar - Antigone's Fate - Brave Murder Day - Cân Bardd - Dämmerfarben - Eldamar - Elysian Blaze - Endstille - Ethereal Shroud - Ghost Bath - Heretoir - Horn - Katatonia - Koldbrann - Nominon - October Tide - Saor - Skyforest - Sojourner - Together to the Stars - Vallendusk - Woods of Desolation | Beneath Grey Skies - Alcest - Amesoeurs - Klimt 1918 - Soror Dolorosa | Eyes Like Snow - Apostle of Solitude - Cross Vault - The Flight of Sleipnir - Solitude Aeturnus - Spirit Descent - The Wandering Midget - Wheel |